# آروئانیا
آروانیا (یونانی: Αροάνια) یک روستا و یک شهرداری سابق در آخائا، یونان غربی، یونان است. این روستا از زمان اصلاحات دولت محلی در سال ۲۰۱۱، بخشی از شهرداری کالاوریتا و یکی از واحدهای شهری آن است. مساحت این واحد شهری ۱۷۳٫۸۰۴ کیلومتر مربع است و جمعیت آن ۱٬۶۱۹ نفر (سرشماری سال ۲۰۱۱) است. مقر ادارهٔ آن نیز در شهر پسوفیدا قرار داشته‌است. نام این شهرداری از نام روستا و کوهی با همین نام گرفته شده‌است.